# Robert K. Selander
Robert Keith Selander (* 21. Juli 1927 in Garfield, Utah; † 14. Juni 2015) war ein US-amerikanischer Populationsgenetiker, Evolutionsbiologe und Ornithologe.

## Leben
Selander wuchs in Salt Lake City auf. 1950 erwarb er den Bachelor of Science in Zoologie an der University of Utah. 1951 graduierte er an derselben Universität zum Master of Science in Zoologie. 1956 wurde er mit der Dissertation Speciation in wrens of the genus Campylorhynchus zum Ph.D. in Zoologie an der University of California at Berkeley promoviert.
Von 1956 bis 1974 war er zunächst Dozent und anschließend Professor an der University of Texas at Austin. Von 1960 bis 1961 absolvierte er seine Postdoc-Phase als wissenschaftlicher Mitarbeiter am American Museum of Natural History. Von 1974 bis 1987 war er Professor für Biologie an der University of Rochester. Von 1987 bis 1999 hatte er den Eberly-Lehrstuhl für Biologie an der Pennsylvania State University inne. Im Jahr 2000 ging er als Professor emeritus in den Ruhestand.
Selander veröffentlichte über 200 wissenschaftliche Artikel. In der Anfangszeit seiner Karriere konzentrierte er sich auf das Verhalten und die Evolution von Vögeln. Er leistete Pionierarbeit bei der Anwendung molekulargenetischer Ansätze zur Erforschung von genetischen Populationsstrukturen, in klassischen Studien der genetischen Struktur von Hausmauspopulationen sowie bei der Erforschung der Ursprünge von blinden Höhlenfischen. In den 1980er Jahren wandte Selander molekulargenetische Ansätze zum Verständnis von Bakterienpopulationsstrukturen an. Darunter befanden sich viele pathogene Organismen, die für Krankheitsausbrüche verantwortlich waren. Er veröffentlichte Arbeiten über den Salmonellenerreger, der lebensmittelbedingte Krankheiten sowie Neisseria meningitidis, die Bakterienart, die Meningitis verursacht.
Selander beschrieb die Unterarten Passerella schistacea swarthi der Schieferammer, Dendragapus obscurus oreinus des Felsengebirgshuhns und Chordeiles minor neotropicalis der Falkennachtschwalbe.
In den 1960er und 1970er Jahren führten Robert K. Selander und sein Kollege Richard F. Johnson eine Studie über die Unterschiede in der Morphologie und den Skelettelementen von Haussperlingen in Nordamerika durch, für die sie 1975 mit der Elliott-Coues-Medaille der American Ornithologists’ Union ausgezeichnet wurden.

## Familie
Robert Selanders Zwillingsbruder Richard B. Selander war ein bekannter Entomologe. Seine Frau Bonnie, die er 1951 heiratete, war Mitarbeiterin beim Roten Kreuz. Aus dieser Ehe gingen ein Sohn und eine Tochter hervor.

## Ehrungen und Mitgliedschaften
Selander erhielt 1964 ein Guggenheim-Stipendium für das Forschungsgebiet Organismische Biologie und Ökologie. 1982 wurde er zum Mitglied der National Academy of Sciences gewählt. Ferner war er Mitglied der Society for the Study of Evolution (Präsident im Jahr 1976), Mitglied der American Ornithologists’ Union, Fellow der American Association for the Advancement of Science, Auslandsmitglied der Linnean Society of London, Mitglied der American Academy of Arts and Sciences (1985) sowie korrespondierendes Mitglied der Academia Mexicana de Ciencias.